# Високий Груд
Високий Груд (Високий Грудок) — колишній хутір у Головківській сільській раді Малинського району Волинської округи Української РСР.

## Населення
У 1926 році налічувалося 34 жителі, дворів — 4.

## Історія
До 1923 року входив до складу Малинської волості Радомисльського повіту Київської губернії. У 1923 році включений до складу новоствореної Головківської сільської ради, яка 7 березня 1923 року увійшла до складу новоутвореного Малинського району Малинської округи. Розміщувався біля с. Головки.
Знятий з обліку населених пунктів у 1939 році.